# ピーアイエイジャパン
特定非営利活動法人ピーアイエイジャパンは、現在でも存続しているピアノ教育連盟の古参の一つ。現在の事務局は兵庫県神戸市にある。

## 概要
ピアノ教育の団体で有名なものには1966年に開始されたPTNAが挙げられるが、こちらは1978年にやや遅れて『日本ピアノ教授会』の名で設立された。片山裕之元理事長の呼びかけで全国に無理のない自然なピアノ奏法を広めるべく立ち上げられた。楽譜出版まで行っていた。その後、P.I.A. Japanに名称を変更し、現在は特定非営利活動法人ピーアイエイジャパン
へ名称を変更した。特定非営利活動法人に入ったのは2001年である。
1979年9月に第1回の『ピアノグレード検定』を開始。当初はピアノグレード検定のみから始まったものの、やがて国内コンクールや国際ピアノアカデミーにまで幅を広げていった。コンクールは東京、名古屋、岡山、福岡の4つの支部で予選を行っていたため、当初はホールを使えたものの、次第に地方予選の大会の会場が狭くなっていった。
第1回P.I.A. Japan音楽コンクールが1989年に開始され、第15回まで開催されたが新型コロナウイルスの流行後には中断され、そのままになっている。現在、特定非営利活動法人ピーアイエイジャパン楽典検定と特定非営利活動法人ピーアイエイジャパンピアノグレード検定は中断されていない。年4回実施されるピアノグレード検定の総回数は1400回を超えた。

## コンクール

### ピアノ部門
年齢制限はなかったものの、課題曲でAからEまでクラスを分け、Aには難曲をおいていた。初期にはラフマニノフなどの前奏曲が演奏できたものの、コンクール応募人数と少子高齢化の原因から、徐々に課題曲がやさしくなっていった。クラスごとに表彰されていた。

### ドイツリート部門
伝統的に、第一位、第二位、第三位のほか特別賞が出される点でピアノ部門とは異なっていた。